# Minziro
Minziro è una circoscrizione rurale (rural ward) della Tanzania situata nel distretto di Missenyi, regione del Kagera. Conta una popolazione di 9 951 abitanti (censimento 2012).